# Château du Plessis (Saint-Aubin-des-Châteaux)
 (mars 2015).
Pour les articles homonymes, voir Château du Plessis.
Le château du Plessis est un château situé à Saint-Aubin-des-Châteaux, en France.

## Localisation
Le château est situé sur la commune de Saint-Aubin-des-Châteaux, dans le département de la Loire-Atlantique.

## Historique
Le monument est inscrit au titre des monuments historiques en 1992.